# Frank LoCascio
Frank LoCascio, detto Frankie Loc (New York, 24 settembre 1932 – Devens, 1º ottobre 2021), è stato un mafioso statunitense, noto per aver raggiunto il ruolo di consigliere all'interno della famiglia Gambino durante la leadership di John Gotti.

## Biografia
LoCascio nacque da una famiglia di immigrati italiani originari di Baucina, in Sicilia.

## Carriera criminale

### La famiglia Gambino
Negli anni ’50 entrò ufficialmente nella famiglia Gambino, iniziando la sua carriera come allibratore e usuraio. Con il tempo, fu promosso a caporegime, guidando una squadra operativa nel Bronx, a New York. Dopo l’uccisione del boss Paul Castellano nel dicembre 1985, John Gotti prese il comando della famiglia, e LoCascio divenne parte del suo ristretto gruppo di fidati collaboratori. Quando il sottocapo Joseph Armone fu incarcerato nel 1987, LoCascio assunse temporaneamente il ruolo di sottocapo. Successivamente, quando Gotti riorganizzò la sua amministrazione promuovendo Salvatore "Sammy the Bull" Gravano a sottocapo, LoCascio fu nominato consigliere ad interim.

### Arresto e condanna
L'11 dicembre 1990, Frank LoCascio fu arrestato insieme a John Gotti e Salvatore Gravano e incriminato per associazione a delinquere di stampo mafioso. All’epoca dell’arresto, LoCascio era ancora considerato ufficialmente il sottocapo della famiglia Gambino. Fu in quel periodo che Gravano decise di collaborare con le autorità e di testimoniare contro i suoi ex alleati. Il 2 aprile 1992, sia LoCascio che Gotti furono riconosciuti colpevoli di racket e cospirazione. Il 23 giugno 1992, entrambi vennero condannati all’ergastolo senza possibilità di libertà condizionale. Durante la sentenza, LoCascio dichiarò:
Prima di tutto, voglio dire con forza che sono innocente... Però sono colpevole. Colpevole di essere un buon amico di John Gotti. E se ci fossero più uomini come John Gotti su questa terra, vivremmo in un Paese migliore.
Successivamente, il capitano dei Gambino Joseph "Jo Jo" Corozzo prese il posto di LoCascio come consigliere della famiglia.
Nel libro Underboss, il memoriale-confessione di Salvatore Gravano, viene raccontato un episodio avvenuto nel 1991, mentre LoCascio, Gotti e Gravano erano in carcere insieme. LoCascio offrì un’arancia rubata prima a Gravano e solo dopo a Gotti, scatenando l’ira di quest’ultimo, che lo umiliò pubblicamente davanti agli altri detenuti. Gravano racconta che, ferito nell’orgoglio, LoCascio pianse e giurò vendetta contro Gotti, dicendo:
Appena esco di qui, lo ammazzo, questo [imprecazione].
I due avrebbero poi stretto un patto per uccidere Gotti durante una festa, nell’ipotesi di un'assoluzione. Frankie disse: 
Sammy, due cose. Lo porto io alla festa e devo essere io a sparare.
Secondo fonti investigative e documenti giudiziari, Gotti - furioso e ormai condannato all’ergastolo nel penitenziario di Marion, Illinois - avrebbe chiesto alla gang neonazista Fratellanza Ariana di eliminare LoCascio. Si ritiene che nel 1994 due membri del gruppo suprematista bianco siano stati incaricati da un affiliato di Gotti di portare a termine il contratto. In un certo momento, le autorità carcerarie di Marion avrebbero ripreso Gotti mentre si lamentava della vicenda LoCascio, e, pur senza nominarlo esplicitamente, documentarono in tribunale che «un possibile contratto di morte è stato messo sulla testa di LoCascio dai suoi ex associati mafiosi.»

## Morte
LoCascio risultò positivo al COVID-19 il 28 dicembre 2020, mentre si trovava recluso presso il Federal Medical Center di Devens, struttura dove era detenuto dal 22 marzo 2001. Dopo un periodo di isolamento sanitario e in assenza di sintomi, fu dichiarato guarito l’8 gennaio 2021, seguendo le linee guida dei Centers for Disease Control and Prevention (CDC). Tuttavia, a causa di numerose complicazioni di salute, il 28 settembre 2021 fu trasferito nel programma di cure palliative del centro medico. Morì in prigione pochi giorni dopo, il 1º ottobre 2021, all’età di 89 anni.

## Nella cultura popolare
Frank LoCascio è stato interpretato da diversi attori in produzioni cinematografiche e televisive dedicate alla mafia e alla figura di John Gotti:
- nel film per la TV Gotti del 1996 fu interpretato dall’attore Raymond Serra
- nel film per la TV in due parti Witness to the Mob del 1998 fu rappresentato dal cantante e attore Frankie Valli